# Мини-Голливуд

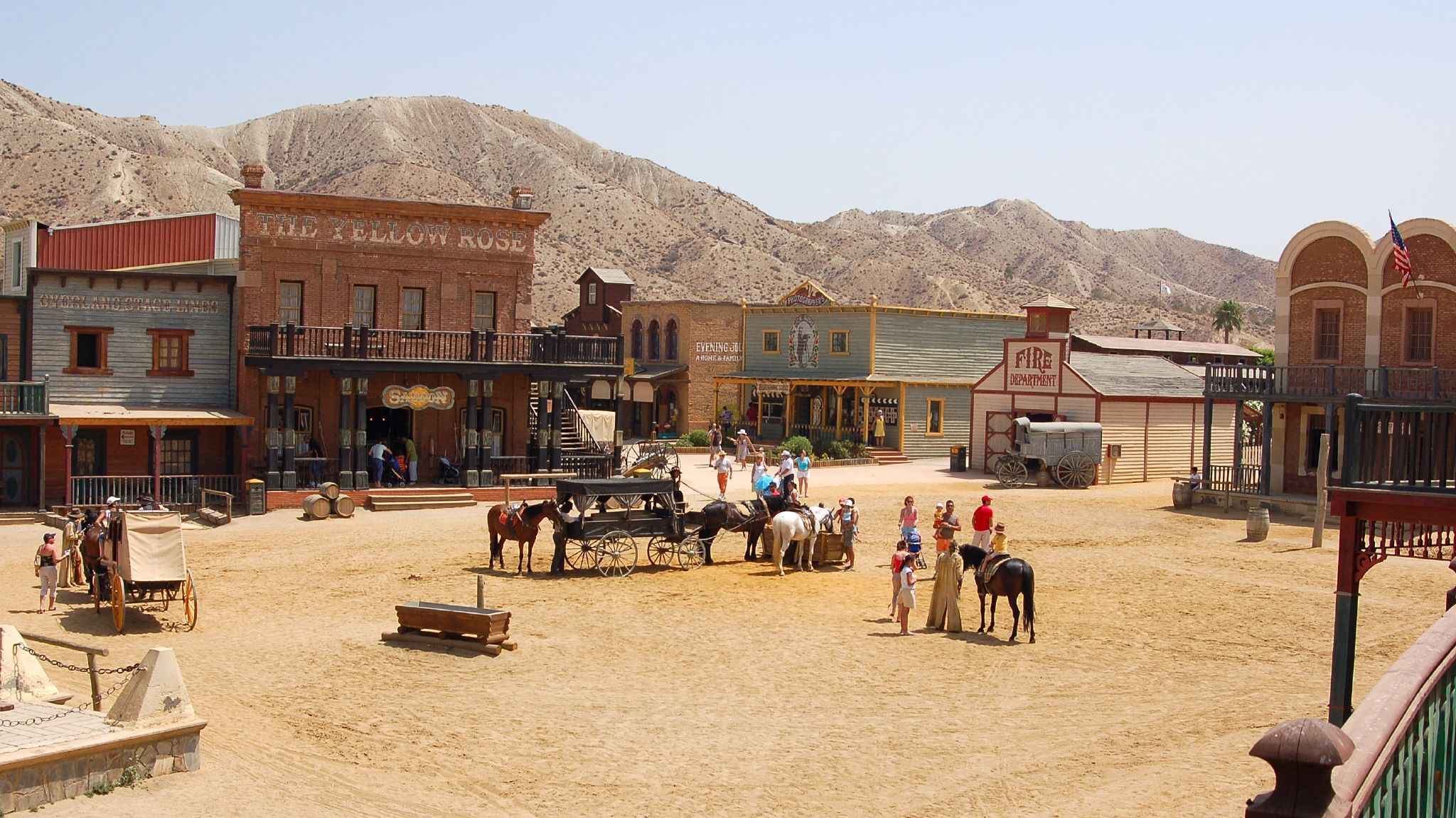
Городская площадь Мини-Голливуда

Оазис (ранее известный как Мини-Голливуд) — тематический парк в стиле испанского вестерна, расположенный на 364 километре шоссе N-340, недалеко от города Табернас в провинции Альмерия, Андалусия. Первоначально известная как Юкка-Сити, декорация была разработана Карло Сими и построена для фильма Серджо Леоне « На несколько долларов больше» в 1965 году. Также использовалась в качестве декораций для других фильмов, таких как «Хороший, плохой, злой (1966). После завершения съемок фильма «Хороший, плохой, злой» съёмочная группа проекта выкупила декорации и использовала их как туристическую достопримечательность. Позже их выкупила местная гостиничная группа. В парке ежедневно проходят шоу с ковбойскими трюками, такие как имитация налёта на банк и инсценировка последних моментов жизни Джесси Джеймса. Здесь также есть плавательный комплекс, заброшенный золотой рудник, салон в ковбойском стиле, Fun Barn для детских развлечений, зоопарк с птицами и большими кошачьими в клетках и множество имитационных лавок в стиле вестерн.
Эпизод Доктора Кто «Город под названием Милосердие» (2012) снимался здесь и в Форте-Браво (Техасский Голивуд).